# Carles Barba Masagué
Carles Barba Masagué, o Carlos Barba, (Terrassa (Vallès Occidental), 21 de març 1923 - 10 de novembre 2020) fou un empresari i director de cinema documental.
Va estudiar a l'Escola Pia de Terrassa, va llicenciar-se com a perit mercantil i comercià amb matèries primeres tèxtils. Com molts amateurs, va descobrir la seva passió prioritària d'una manera espontània, registrant en imatges les seves vivències.
El seu cinema constitueix un documental de l'època franquista, majoritàriament en llengua catalana, documentant la societat burgesa que freqüentava, per exemple, el Club de Polo, però també les condicions de vida dels immigrants, fent-se acompanyar per Francesc Candel. Els seus guions destil·len un humor agredolç i va més enllà del que estava permès, amb una certa ambigüitat, presentant les dues cares més oposades de la moral social d'aquella època. Ell mateix accepta que, de vegades, ha estat cruel en els seus plantejaments.
El crític Jordi Tomàs defineix Carles Barba com un director que practica un documental allunyat dels cànons tradicionals, amb ironia i una quantitat quasi calidoscòpica d'imatges aparentment inconnexes, que per la màgia d'un incisiu comentari i un muntatge vertebrador adquireixen coherència. Un ritme àgil i l'abundància d'una interessant tipologia humana, amb clares reminiscències fellinianes, són també característiques definidores del seu cinema.
Obtingué el reconeixement diversos cops del Concurso Nacional de Cinema Amateur convocat pel CEC amb les pel·lícules ¡A mí Paris!, "Pinceladas romanas", “Barcelona, Barcelona" i “Barcelona Show”. És guanyador del primer premi al Concurso Nacional de Segovia amb “Los Sanfermines”. Guanyà dos cops el llavors dit Premio Ciudad de Barcelona, amb els films Primera Copa del Mundo Barcelona (1971) i Aspectes i Personatges de Barcelona (1964). Guanyà també el Premio Cinematográfico de Turismo amb el documental "Todo júbilo es hoy la gran Toledo".